# 蘇伊士運河管理局
苏伊士运河管理局（Suez Canal Authority，SCA）是一个拥有、经营和维护苏伊士运河的埃及国有机构。1950年代，埃及試圖收回蘇伊士運河，於是組建蘇伊士運河管理局以取代苏伊士运河公司，此舉招致英法兩國不滿並爆發苏伊士运河危机。後在联合国的干预下，英法兩國撤出蘇伊士運河。